# Disha Ravi
Disha A Ravi es una joven activista india contra el cambio climático y organizadora de Fridays For Future India.  
Obtuvo una mayor atención internacional cuando fue arrestada el 13 de febrero de 2021 por su presunta participación en un kit de herramientas en línea relacionado con Greta Thunberg y las protestas de los agricultores indios de 2020-2021. El gobierno indio alegó que el kit de herramientas, que es estándar para la organización de la justicia social, fomentaba los disturbios, pero esta afirmación y la manera del arresto fueron ampliamente criticados tanto dentro como fuera de la India.

## Biografía
Ravi, de 21 años, es una activista climática juvenil de Bangalore, India, y es una de los fundadoras de Fridays For Future India. Ravi se enfoca en llevar voces a comunidades necesitadas. Comenzó su activismo porque la crisis del agua afectó a su familia. Es autora de varios editoriales publicados por activistas climáticos juveniles internacionales.
Ravi se graduó de Mount Carmel College, Bangalore. Ravi es vegana y estaba trabajando para una start-up vegana antes de su arresto. Una vez le dijo a Vogue: «Para mí, el hecho de que elijas escuchar a una persona blanca sobre el mismo tema que a una persona de color es racismo ambiental». Ravi dijo una vez a Auto Report Africa: «Vivimos en un país donde se suprime la disidencia [...] En Fridays For Future India fuimos etiquetados como terroristas por oponerse al borrador de la notificación de evaluación de impacto ambiental (EIA). Solo un gobierno que pone ganancias por encima de la gente consideraría que pedir aire limpio, agua limpia y un planeta habitable, un acto de terrorismo.»

## Arresto

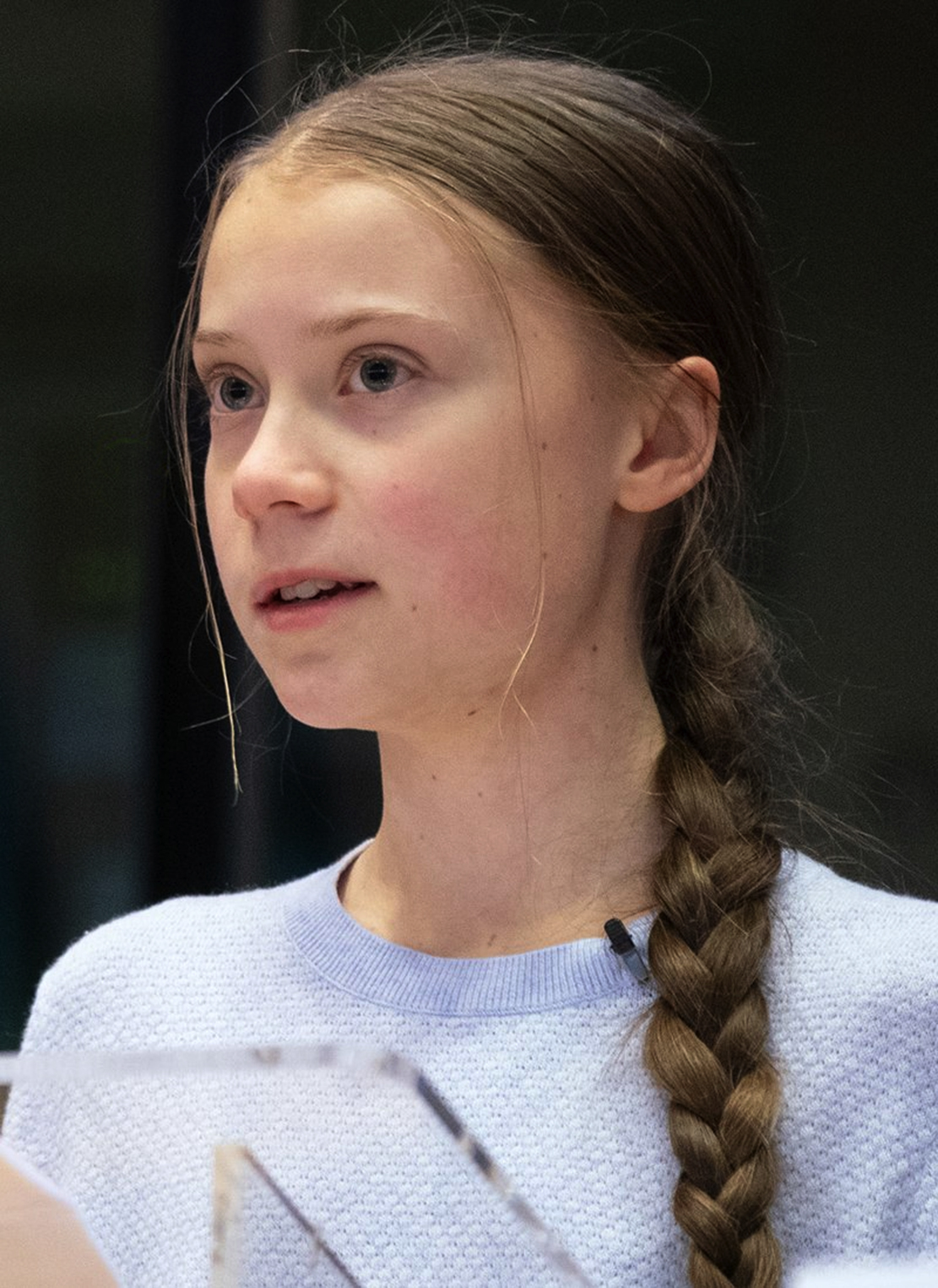
Greta Thunberg en el parlamento de la UE en 2020.

El 4 de febrero de 2021, Greta Thunberg tuiteó en apoyo de los agricultores indios y en otro tuit vinculó el kit de herramientas afirmando que estaba siendo utilizado "por personas sobre el terreno en la India". Tras los informes de los medios de comunicación sobre las autoridades indias que presentaron un caso en su contra (en realidad, la creadora original), Thunberg tuiteó: Yo sigo #StandWithFarmers y apoyo su protesta pacífica. Ninguna cantidad de odio, amenazas o violaciones de los derechos humanos cambiará eso. #FarmersProtest ".
Según Scroll.in, el kit de herramientas es "un documento de rutina utilizado por los activistas por la justicia social para crear conciencia sobre los problemas y sugerir estrategias para continuar". El conjunto de herramientas explica que está "destinado a permitir que cualquier persona que no esté familiarizada con las protestas de los agricultores en curso en la India comprenda mejor la situación y tome decisiones sobre cómo apoyar a los agricultores basándose en su propio análisis." El kit de herramientas sugiere acciones que se deben tomar, incluyendo "Organizar una acción en el terreno cerca de la Embajada de la India, la Casa de Medios o el Gobierno local más cercano [...]."
El 13 de febrero de 2021, Disha fue detenida para interrogarla en la jurisdicción de la comisaría de policía de Soladevanahalli en Bengaluru por un equipo de la policía de Delhi por supuestamente difundir el conjunto de herramientas de las redes sociales, que supuestamente tenía la intención de crear disturbios en India bajo la apariencia de apoyar protestas de los agricultores indios de 2020-2021. Fue enviada a una custodia policial de 5 días. La policía ha declarado que el kit de herramientas describía planes que se asemejaban a la violencia que se desarrolló el 26 de enero de 2021 en Nueva Delhi durante el desfile de tractores y que la investigación está vinculada al grupo pro-Khalistani Poetic Justice Foundation. "La llamada era al sueldo económico, social, guerra cultural y regional en contra India," Policía de Delhi el comisario Especial declaró. El 14 de febrero, el fiscal afirmó ante el tribunal que esta detención formaba parte de una conspiración mayor. Ravi lo negó diciendo "Solo estaba apoyando a los agricultores [...] Apoyé a los agricultores porque son nuestro futuro y todos necesitamos comer".

### Reacciones
El 14 de febrero, más de 50 académicos, artistas y activistas indios emitieron una declaración conjunta en apoyo de Disha.